# 余尚春
余尚春（1608年6月26日—17世紀），字飲虹，四川順慶府廣安州渠縣人，明末清初政治人物。

## 生平
余尚春是天啟四年（1624年）甲子科四川鄉試第三十六名舉人，崇禎七年（1634年）成進士，先在戶部觀政，後獲授通許知縣，判案料事如神，令民懷吏畏，當時盜賊肆虐，他訓練兵士作戰守計，六年內流寇不敢侵犯，又以興學育才為己任，十二年（1639年）改任吳橋知縣，吳橋殘破，他能體恤人民，管束胥役，並把城池改造磚城，因父母去世回鄉，後陞吏部主事，入清後在順治四年（1647年）改任蕪湖知縣，辭官回鄉後和生徒《周易》吉凶，到老不倦。

## 家族
曾祖余均；祖父余中行；父余成先，女余德玉為舉人羅心淡妻，個性聰慧，年幼已懂得背誦經史，又擅長詩文，曾寫下迴文體膾炙人口，鄰里都送女兒跟隨學習，有女學士之稱，年未三十而卒。

## 引用
1. 1 2  同治《渠縣志·卷三十八·人物》：余尚春，崇禎甲戌進士，好學博極群書，每晨夕盥手焚香讀《周易》，時與生徒討究吉凶悔吝之徵，至耄不倦。
2. 1 2  《崇禎七年甲戌科進士三代履歷》：余尚春，曾祖均，祖中行，父成先，飲虹，易三房，戊申年五月十五日生，順慶府渠縣人，甲子鄉試三十六名，會一百二十四名，三甲四十三名，戶部觀政，六月授河南通許知縣，己卯調吳橋縣。
3. ↑  乾隆《通許縣志·卷五·官師志》：余尚春，字飲虹，四川渠縣人進士，崇正時知縣事，折獄如神，民懷吏畏，時群盜蜂起，春特包新舊二城，措餉練兵為戰守之計，在任六年寇不敢臨城下，尤以興學育才為己任，調吳橋令，擢吏部主事，民為立碑。
4. ↑  光緒《吳橋縣志·卷六·官政志》：余尚春，渠縣進士，崇正中知吳橋，當殘破之後，寬恤孑遺、嚴飭胥役，一年百廢俱興，創建甎城至今利之，行取值丁憂去。
5. ↑  民國《蕪湖縣志·卷七·職官志》：知縣……國朝……余尚春 字飲虹，四川渠縣人，進士，順治四年任
6. ↑  同治《營山縣志·卷二十五·人物》：羅余氏 舉人心淡妻，名德玉，進士余尚春女，幼聰慧，讀經史過目成誦，工詩文，嘗作迴文體膾炙人口，親鄰咸送女從學，有女學士之稱，惜年未三十而卒。